# Geographisch-statistisches Lexikon des Russischen Reiches
Das Geographisch-statistische Lexikon des Russischen Reiches (russisch Географическо-статистический словарь Российской империи / Geografitschesko-statistitscheski slowar Rossijskoi imperii, wiss. Transliteration Geografičesko-statističeskij slovar' Rossijskoj imperii; in der russischen Orthographie vor 1918: Географическо-статистическій словарь Россійской Имперіи) ist ein fünfbändiges geographisches und statistisches Wörterbuch, das von 1863 bis 1885 von dem russischen Geographen und Reisenden Pjotr Petrowitsch Semjonow-Tjan-Schanski (1827–1914) veröffentlicht wurde. Das Werk sammelte akribisch alle damals verfügbaren Informationen über russische Flüsse, Seen, Meere, Gebirgszüge, Siedlungen, Provinzen und Bezirke.
„Unser Ruhm ist der Ruhm des russischen Landes“ («Наша слава есть слава русской земли»), sagte der Autor stolz über die Arbeit und die Taten der russischen Entdecker.
Das Lexikon wurde in St. Petersburg in der Druckerei „W. Besobrasow  & Co.“ («В. Безобразов и Компания» / W. Besobrasow i Kompanija) gedruckt.

## Inhalt der Bände
Band / Titel / Erscheinungsjahr / Anzahl der Seiten
- 1 Aa – Gjam-Malik. 1863. 727 S.
- 2 Daban – Kjachtinskoje gradonatschalstwo. 1865. 898 S.
- 3 Laars – Ojat. 1867. 743 S.
- 4 Pawasterort – Sjatra-Kassy. 1873. 873 S.
- 5 Taardschal – Jaja. 1885. 1003 S.

## Ausgaben
Am 30. September 2015 wurde das komplette Werk (in 5 Bänden) vom Antiquitätenhaus Kabinet für 250.000 Rubel versteigert.